# Taita-klipporna
Taita-klipporna är ett bergsområde i sydöstra Kenya. De är kända för sina skogar med en unik flora och fauna. 